# (686081) 2010 QQ7
(686081) 2010 QQ7 est un objet transneptunien faisant partie du disque des objets épars.
Son diamètre est estimé à 250 km, ce qui pourrait le qualifie comme candidat au statut de planète naine.